# 쇼도 보고 영화도 보고
쇼도 보고 영화도 보고는 OBS경인TV로 방송된 텔레비전 프로그램이다.

## 기획 의도
쇼와 영화가 접목된 퓨전 버라이어티쇼 텔레비전 프로그램이다.

## 역대 진행자
- 1기 홍경민, 이상미 : 2007.12.29 ~ 2008.8.25

## 구성
- 김CINE 김氏
- 더 인터뷰
- 연예인 빛과 그림자